# Cymru Premier (2020/2021)
Cymru Premier 2020/2021 (znana jako  JD Cymru Premier ze względów sponsorskich) był 29. sezonem najwyższej klasy rozgrywkowej w Walii. Do 2019 r. liga była znana jako Welsh Premier League. Sezon został otwarty 12 września 2020 r., a zakończył się 29 maja 2021 r. finałem baraży o miejsce w eliminacjach do Ligi Konferencji Europy UEFA.
Mistrzem po raz drugi w swojej historii został zespół Connah’s Quay Nomads.

## Skutki pandemii koronawirusa
22 grudnia 2020 r. wszystkie gry zostały zawieszone z powodu pandemii COVID-19.
Rozgrywki zostały wznowione dopiero w 2 marca 2021.
31 marca 2021 r. Puchar Walii 2020/21 zostaje przerwany ze względu na sytuację zdrowotną.
Walijski Związek Piłki Nożnej postanawia przyznać ostatnie miejsce w europejskich pucharach trzeciej drużynie w rozgrywkach.
W kwietniu 2021 r. odwołane zostają również mistrzostwa drugiej ligi, w związku z tym nie ma awansów, ani spadków.

## Skład ligi w sezonie 2020/21
W lidze rywalizowało dwanaście drużyn – dziesięć najlepszych z poprzedniego sezonu i wicemistrzowie Cymru North i Cymru South odpowiednio
Flint Town United i Haverfordwest County. Mistrzowie Prestatyn Town i Swansea University
nie otrzymali promocji z powodów licencyjnych.
| Uczestnicy poprzedniej edycji | Uczestnicy poprzedniej edycji   | Uczestnicy poprzedniej edycji | Uczestnicy poprzedniej edycji |
| --- | ------------------------------- | ----------------------------- | ----------------------------- |
| CQN | Connah’s Quay Nomads F.C.       | Connah’s Quay                 | 1                             |
| TNS | The New Saints F.C.             | Oswestry                      | 2                             |
| BAL | Bala Town                       | Bala                          | 3                             |
| BAR | Barry Town United               | Barry                         | 4                             |
| CAE | Caernarfon Town                 | Caernarfon                    | 5                             |
| NTW | Newtown A.F.C.                  | Newtown                       | 6                             |
| CMU | Cardiff Metropolitan University | Cardiff                       | 7                             |
| CDR | Cefn Druids                     | Cefn Mawr, Wrexham            | 8                             |
| ABE | Aberystwyth Town F.C.           | Aberystwyth                   | 9                             |
| PYB | Pen-y-Bont                      | Bridgend                      | 10                            |
| Awans z Cymru North 2019/20 |                                 |                               |                               |
| FTU | Flint Town United F.C.          | Flint                         | 2                             |
| Awans z Cymru South 2019/20 |                                 |                               |                               |
| HAV | Haverfordwest County            | Haverfordwest                 | 2                             |
| Oznaczenia: - kolumna pierwsza – skróty nazw drużyn, - kolumna trzecia – siedziba klubu, - kolumna czwarta – miejsce zajęte w poprzednim sezonie. |                                 |                               |                               |

## Runda zasadnicza
| Lp. | Drużyna                         | M  | Z  | R | P  | B+ | B– | +/– | Pkt | Kwalifikacja            |  | CQN | TNS | BAL | BAR | PYB | CAE | HAV | ABE | NTW | CMU | FTU  | CDR |
| --- | ------------------------------- | -- | -- | - | -- | -- | -- | --- | --- | ----------------------- |  | --- | --- | --- | --- | --- | --- | --- | --- | --- | --- | ---- | --- |
| 1   | Connah’s Quay Nomads            | 22 | 18 | 3 | 1  | 48 | 13 | +35 | 57  | Championship Conference |  |     | 2–0 | 1–1 | 3–1 | 1–0 | 3–1 | 2–0 | 2–0 | 2–1 | 3–1 | 2–0  | 2–1 |
| 2   | The New Saints                  | 22 | 17 | 3 | 2  | 65 | 13 | +52 | 54  | Championship Conference |  | 1–0 |     | 0–0 | 2–1 | 2–1 | 4–1 | 3–2 | 4–1 | 2–0 | 2–0 | 10–0 | 5–0 |
| 3   | Bala Town                       | 22 | 12 | 6 | 4  | 51 | 28 | +23 | 42  | Championship Conference |  | 1–3 | 1–1 |     | 4–0 | 4–1 | 1–2 | 1–2 | 5–2 | 3–1 | 4–1 | 5–0  | 2–1 |
| 4   | Barry Town United               | 22 | 11 | 3 | 8  | 33 | 29 | +4  | 36  | Championship Conference |  | 0–0 | 0–3 | 6–2 |     | 0–1 | 3–1 | 2–1 | 1–0 | 0–0 | 1–0 | 6–3  | 4–1 |
| 5   | Pen-y-Bont                      | 22 | 10 | 5 | 7  | 29 | 25 | +4  | 35  | Championship Conference |  | 0–0 | 0–4 | 1–5 | 1–0 |     | 6–0 | 2–0 | 1–1 | 2–1 | 1–0 | 1–2  | 1–1 |
| 6   | Caernarfon Town                 | 22 | 9  | 5 | 8  | 33 | 42 | −9  | 32  | Championship Conference |  | 1–2 | 0–4 | 1–1 | 2–0 | 1–1 |     | 1–4 | 2–2 | 1–1 | 3–2 | 2–1  | 1–2 |
| 7   | Haverfordwest County            | 22 | 8  | 5 | 9  | 29 | 35 | −6  | 29  | PlayOff Conference      |  | 1–4 | 2–1 | 1–1 | 2–1 | 0–4 | 1–1 |     | 2–0 | 2–2 | 1–0 | 0–3  | 1–1 |
| 8   | Aberystwyth Town                | 22 | 5  | 6 | 11 | 30 | 40 | −10 | 21  | PlayOff Conference      |  | 1–3 | 2–2 | 1–2 | 1–2 | 1–1 | 1–2 | 2–1 |     | 1–0 | 2–3 | 3–1  | 3–1 |
| 9   | Newtown                         | 22 | 5  | 5 | 12 | 29 | 41 | −12 | 20  | PlayOff Conference      |  | 1–5 | 0–4 | 0–2 | 1–1 | 2–0 | 2–3 | 0–3 | 1–1 |     | 4–1 | 3–2  | 4–1 |
| 10  | Cardiff Metropolitan University | 22 | 4  | 5 | 13 | 18 | 35 | −17 | 17  | PlayOff Conference      |  | 1–2 | 0–1 | 1–1 | 1–2 | 0–1 | 0–3 | 0–0 | 1–1 | 2–1 |     | 2–1  | 0–0 |
| 11  | Flint Town United               | 22 | 5  | 0 | 17 | 21 | 53 | −32 | 15  | PlayOff Conference      |  | 0–1 | 0–6 | 1–2 | 0–1 | 0–1 | 0–2 | 0–2 | 3–0 | 1–0 | 0–1 |      | 1–2 |
| 12  | Cefn Druids                     | 22 | 3  | 4 | 15 | 21 | 53 | −32 | 13  | PlayOff Conference      |  | 0–5 | 0–4 | 1–3 | 0–1 | 0–2 | 1–2 | 4–1 | 0–4 | 2–4 | 1–1 | 1–2  |     |

## Runda finałowa
| Championship Conference |                                 |    |    |   |    |    |    |     |    |                                                       |     |     |     |     |     |     |     |     |     |     |     |     |     |
| 1                       | Connah’s Quay Nomads (M)        | 32 | 25 | 4 | 3  | 70 | 20 | +50 | 79 | Liga Mistrzów UEFA • I runda kwalifikacyjna           |     |     | 0–0 | 2–0 | 0–2 | 1–0 | 4–0 |     |     |     |     |     |     |
| 2                       | The New Saints                  | 32 | 24 | 5 | 3  | 84 | 17 | +67 | 77 | Liga Konferencji Europy UEFA • I runda kwalifikacyjna |     | 1–4 |     | 2–0 | 1–0 | 3–0 | 0–0 |     |     |     |     |     |     |
| 3                       | Bala Town                       | 32 | 18 | 6 | 8  | 67 | 42 | +25 | 60 | Liga Konferencji Europy UEFA • I runda kwalifikacyjna |     | 2–1 | 0–1 |     | 1–0 | 1–0 | 5–2 |     |     |     |     |     |     |
| 4                       | Pen-y-Bont (B)                  | 32 | 13 | 4 | 15 | 42 | 53 | −11 | 43 |                                                       |     | 0–2 | 0–3 | 2–3 |     | 2–0 | 2–0 |     |     |     |     |     |     |
| 5                       | Barry Town United (B)           | 32 | 13 | 7 | 12 | 42 | 40 | +2  | 46 |                                                       | 1–2 | 0–6 | 1–4 | 3–3 |     | 3–2 |     |     |     |     |     |     |     |
| 6                       | Caernarfon Town (B)             | 32 | 10 | 7 | 15 | 43 | 67 | −24 | 37 |                                                       | 1–6 | 0–2 | 3–0 | 2–2 | 0–1 |     |     |     |     |     |     |     |     |
| PlayOff Conference      |                                 |    |    |   |    |    |    |     |    |                                                       |     |     |     |     |     |     |     |     |     |     |     |     |     |
| 7                       | Newtown (B, O)                  | 32 | 12 | 6 | 14 | 57 | 53 | +4  | 42 | Liga Konferencji Europy UEFA • I runda kwalifikacyjna |     |     |     |     |     |     |     |     | 2–3 | 5–1 | 0–4 | 1–0 | 5–0 |
| 8                       | Cardiff Metropolitan University | 32 | 11 | 7 | 14 | 47 | 46 | +1  | 40 |                                                       |     |     |     |     |     |     |     | 2–2 |     | 6–1 | 5–1 | 2–1 | 6–0 |
| 9                       | Haverfordwest County            | 32 | 10 | 7 | 15 | 38 | 56 | −18 | 37 |                                                       |     |     |     |     |     |     | 1–2 | 0–2 |     | 1–0 | 0–0 | 2–0 |     |
| 10                      | Aberystwyth Town                | 32 | 8  | 9 | 15 | 47 | 53 | −6  | 33 |                                                       |     |     |     |     |     |     | 1–2 | 1–1 | 2–2 |     | 0–1 | 5–1 |     |
| 11                      | Flint Town United               | 32 | 10 | 2 | 20 | 38 | 58 | −20 | 32 |                                                       |     |     |     |     |     |     | 0–2 | 2–0 | 2–0 | 0–0 |     | 5–0 |     |
| 12                      | Cefn Druids                     | 32 | 4  | 4 | 24 | 25 | 95 | −70 | 16 |                                                       |     |     |     |     |     |     | 0–7 | 1–2 | 2–1 | 0–3 | 0–6 |     |     |

## European Playoffs

### Drabinka
|  | Półfinał | Półfinał          | Półfinał |         |   | Finał           | Finał | Finał |  |
|  |          |                   |          |         |   |                 |       |       |  |
|  | 5        | Barry Town United | 1        |         |   |                 |       |       |  |
|  | 5        | Barry Town United | 1        |         |   |                 |       |       |  |
|  | 6        | Caernarfon Town   | 3        |         |   |                 |       |       |  |
|  | 6        | Caernarfon Town   | 3        |         | 5 | Caernarfon Town | 3     |       |  |
|  |          |                   |          |         | 5 | Caernarfon Town | 3     |       |  |
|  |          |                   | 7        | Newtown | 5 |                 |       |       |  |
|  | 4        | Pen-y-Bont        | 7        | Newtown | 5 | 0               |       |       |  |
|  | 4        | Pen-y-Bont        |          |         |   |                 |       |       |  |
|  | 7        | Newtown           | 1        |         |   |                 |       |       |  |

### Półfinały
| 22 maja 2021 | Barry Town United                     | 1:3   | Caernarfon Town                              |                                                    |
| 18:30        | Gareth Edwards 44' (sam.)             | (1:1) | 41' 49' Mike Hayes · 90+5' Jacob Bickerstaff | Jenner Park Stadium, Barry Sędzia: Simon Lee Evans |
| 18:30        | Clayton Green 16' · Rhys Kavanagh 61' | (1:1) | 41' Noah Edwards                             | Jenner Park Stadium, Barry Sędzia: Simon Lee Evans |

| 23 maja 2021 | Pen-y-Bont                                                               | 0:1   | Newtown A.F.C.          |                                                                                           |
| 13:15        |                                                                          | (0:0) | 86' Robert Jamie Breese | Stadion SDM Glass Stadium (Bridgend, Bridgend County Borough) Sędzia: Iwan Arwel Griffith |
| 13:15        | Mael Daniel Davies 20' · Ismail Salami Yakubu 56' · Rhys Griffiths 90+3' | (0:0) | 89' Callum Roberts      | Stadion SDM Glass Stadium (Bridgend, Bridgend County Borough) Sędzia: Iwan Arwel Griffith |

### Finał
| 29 maja 2021 | Caernarfon Town                                                                               | 3:5   | Newtown A.F.C.                                                                                   |                                                          |
| 13:00        | Jack Kenny 17' · Darren Thomas 59' 73'                                                        | (1:2) | 39' (k) Nick Rushton · 44' Lifumpa Mwandwe · 78' 82' James Rhys Davies · 86' Robert Jamie Breese | Stadion The Oval (Caernarfon, Gwynedd) Sędzia: Huw Jones |
| 13:00        | Jack Kenny 9' · Max Cleworth 76' · Joe Williams 78' · Noah Edwards 82' · Gareth Edwards 90+1' | (1:2) | 45+5' Kieron Mills-Evans · 90' Craig Williams                                                    | Stadion The Oval (Caernarfon, Gwynedd) Sędzia: Huw Jones |

## Najlepsi w sezonie
| Trener        | Andy Morrison | Connah’s Quay Nomads F.C. | [ 20 ] [ 21 ] |
| Zawodnik      | Michael Wilde | Connah’s Quay Nomads F.C. | [ 20 ] [ 22 ] |
| Młodzieżowiec | Mael Davies   | Pen-y-Bont                | [ 20 ]        |

## Jedenastka sezonu
| Pozycja   | Zawodnik          | Drużyna                   |
| --------- | ----------------- | ------------------------- |
| Bramkarz  | Oliver Byrne      | Connah’s Quay Nomads F.C. |
| Obrońca   | John Disney       | Connah’s Quay Nomads F.C. |
| Obrońca   | Ryan Astles       | The New Saints F.C.       |
| Obrońca   | George Horan      | Connah’s Quay Nomads F.C. |
| Obrońca   | Kane Owen         | Pen-y-Bont                |
| Pomocnik  | Callum Morris     | Connah’s Quay Nomads F.C. |
| Pomocnik  | Ryan Brobbel      | The New Saints F.C.       |
| Pomocnik  | Adrian Cieślewicz | The New Saints F.C.       |
| Pomocnik  | Danny Davies      | Connah’s Quay Nomads F.C. |
| Napastnik | Michael Wilde     | Connah’s Quay Nomads F.C. |
| Napastnik | Chris Venables    | Bala Town                 |

Źródło:.

## Lista strzelców

### Runda zasadnicza
| Zawodnik             | Drużyna              | Bramki |
| -------------------- | -------------------- | ------ |
| Chris Venables       | Bala Town            | 19     |
| Greg Draper          | The New Saints       | 13     |
| Michael Wilde        | Connah’s Quay Nomads | 13     |
| William Albert Evans | Bala Town            | 11     |
| Louis Robles         | The New Saints       | 11     |
| Kayne McLaggon       | Barry Town United    | 10     |

### Runda finałowa
| Zawodnik      | Drużyna                         | Bramki |
| ------------- | ------------------------------- | ------ |
| Ryan Brobbel  | The New Saints                  | 9      |
| Elliot Evans  | Cardiff Metropolitan University | 8      |
| Ollie Hulbert | Cardiff Metropolitan University | 8      |
| Josh Amis     | Flint Town United               | 6      |
| Jordan Evans  | Newtown                         | 6      |

### Razem
| Zawodnik             | Drużyna                         | Bramki |
| -------------------- | ------------------------------- | ------ |
| Chris Venables       | Bala Town                       | 24     |
| Michael Wilde        | Connah’s Quay Nomads            | 18     |
| Greg Draper          | The New Saints                  | 14     |
| William Albert Evans | Bala Town                       | 13     |
| Elliot Evans         | Cardiff Metropolitan University | 13     |
| Ollie Hulbert        | Cardiff Metropolitan University | 13     |
| Ryan Brobbel         | The New Saints                  | 12     |
| Louis Robles         | The New Saints                  | 12     |
| Kayne McLaggon       | Barry Town United               | 11     |

## Trenerzy, kapitanowie i sponsorzy
| Drużyna                         | Trener             | Kapitan           | Sponsor techniczny | Sponsor strategiczny             |
| ------------------------------- | ------------------ | ----------------- | ------------------ | -------------------------------- |
| Aberystwyth Town                | Gavin Allen        | Marc Williams     | Acerbis            | Uniwersytet w Aberystwyth        |
| Bala Town                       | Colin Caton        | Chris Venables    | Macron             | Aykroyd’s                        |
| Barry Town United               | Gavin Chesterfield | Jordan Cotterill  | Macron             | RIM Motors                       |
| Caernarfon Town                 | Huw Griffiths      | Gareth Edwards    | Surridge Sports    | Gofal Bro Cyf, Parc Gwêl y Fenai |
| Cardiff Metropolitan University | Christian Edwards  | Bradley Woolridge | Erreà              | Cardiff Metropolitan University  |
| Cefn Druids                     | Jason Starkey      | Michael Jones     | Erreà              | Wrexham Lager                    |
| Connah’s Quay Nomads            | Andy Morrison      | George Horan      | Nike               | Mind (charity)                   |
| Flint Town United               | Neil Gibson        | Richie Faulkes    | Macron             | Essity                           |
| Haverfordwest County            | Wayne Jones        | Sean Pemberton    | Joma               | West Wales Properties            |
| Newtown                         | Chris Hughes       | Craig T. Williams | Erreà              | Control Techniques               |
| Pen-y-Bont                      | Rhys Griffiths     | Rhys Wilson       | Macron             | Nathaniel House of Cars          |
| The New Saints                  | Anthony Limbrick   | Paul Harrison     | Legea              | SiFi Networks                    |

## Stadiony
| Aberystwyth Town |
| ---------------- |
| Park Avenue      |
| Pojemność: 2 502 |
|                  |

| Bala Town        |
| ---------------- |
| Maes Tegid       |
| Pojemność: 1 500 |
|                  |

| Barry Town United   |
| ------------------- |
| Jenner Park Stadium |
| Pojemność: 2 475    |
|                     |

| Caernarfon Town  |
| ---------------- |
| The Oval         |
| Pojemność: 3 000 |
|                  |

| Cardiff Metropolitan University |
| ------------------------------- |
| Cyncoed Campus                  |
| Pojemność: 1 500                |
|                                 |

| Cefn Druids        |
| ------------------ |
| The Rock (stadium) |
| Pojemność: 3 127   |
|                    |

| Connah’s Quay Nomads |
| -------------------- |
| Deeside Stadium      |
| Pojemność: 1 500     |
|                      |

| Flint Town United |
| ----------------- |
| Cae-y-Castell     |
| Pojemność: 1 690  |
|                   |

| Haverfordwest County  |
| --------------------- |
| Bridge Meadow Stadium |
| Pojemność: 2 100      |
|                       |

| Newtown          |
| ---------------- |
| Latham Park      |
| Pojemność: 5 000 |
|                  |

| Pen-y-Bont        |
| ----------------- |
| SDM Glass Stadium |
| Pojemność: 1 500  |
|                   |

| The New Saints   |
| ---------------- |
| Park Hall        |
| Pojemność: 2 034 |
|                  |